# Elementos del arte
Los elementos artisticos son el grupo de variantes de una obra  usualmente en su análisis, en combinación con los principios del arte. Serían los componentes o partes básicas para crear una obra de arte.
Las listas de los elementos del arte varían su función dependiendo del autor, pero en general incluyen las siguientes: espacio, color, forma, textura, valor , tiempo , el punto y línea.
Los artistas trabajan con estos elementos básicos para componer una obra de arte, no siendo necesario que aparezcan todos, aunque han de estar presentes, al menos, dos de ellos.

## Espacio
El espacio es el área proporcionada por un motivo. La creación de una perspectiva visual, que da la ilusión de profundidad es otro elemento de arte utilizado para crear un espacio. En las técnicas pictóricas clásicas hay un esfuerzo por recrear un espacio tridimensional. El uso correcto del espacio es un arte en sí mismo.

## Color
El color es la parte más expresiva de la obra, y puede verse gracias a la luz que refleja la obra.[cita requerida]
Cuando los colores primarios se mezclan, se forman los colores secundarios: verde, violeta y naranja. Los colores terciarios se obtienen mediante la mezcla de un color primario y un color secundario: amarillo-naranja, rojo-naranja, violeta-rojo, azul-violeta, azul-verde y amarillo-verde.[cita requerida]

## Forma
La Forma (Figura forma) bidimensional es una zona que define objetos en el espacio compuesto de largo y ancho. Puede ser geométrica (como cuadrados o círculos) u orgánica (como formas naturales o libres). Al visualizar una obra de arte, lo primero que observamos son representaciones con una forma determinada, ya sean figurativas o abstractas.
Una forma crea automáticamente otra forma alrededor de ella. Las formas en la decoración y diseño de los interiores de una casa pueden usarse para agregar practicidad y estilo, como por ejemplo, en el diseño de una puerta. La forma en el diseño de interiores depende de la función del objeto como una puerta de armario de la cocina. Las formas naturales que forman patrones en madera o piedra, pueden ayudar a aumentar el atractivo visual en el diseño de interiores.
Estos objetos incluyen cubos, esferas y cilindros. La forma tridimensional se utiliza a menudo cuando se hace referencia a obras de arte físicas, como esculturas lo cual es como una rama de la artística.

## Textura

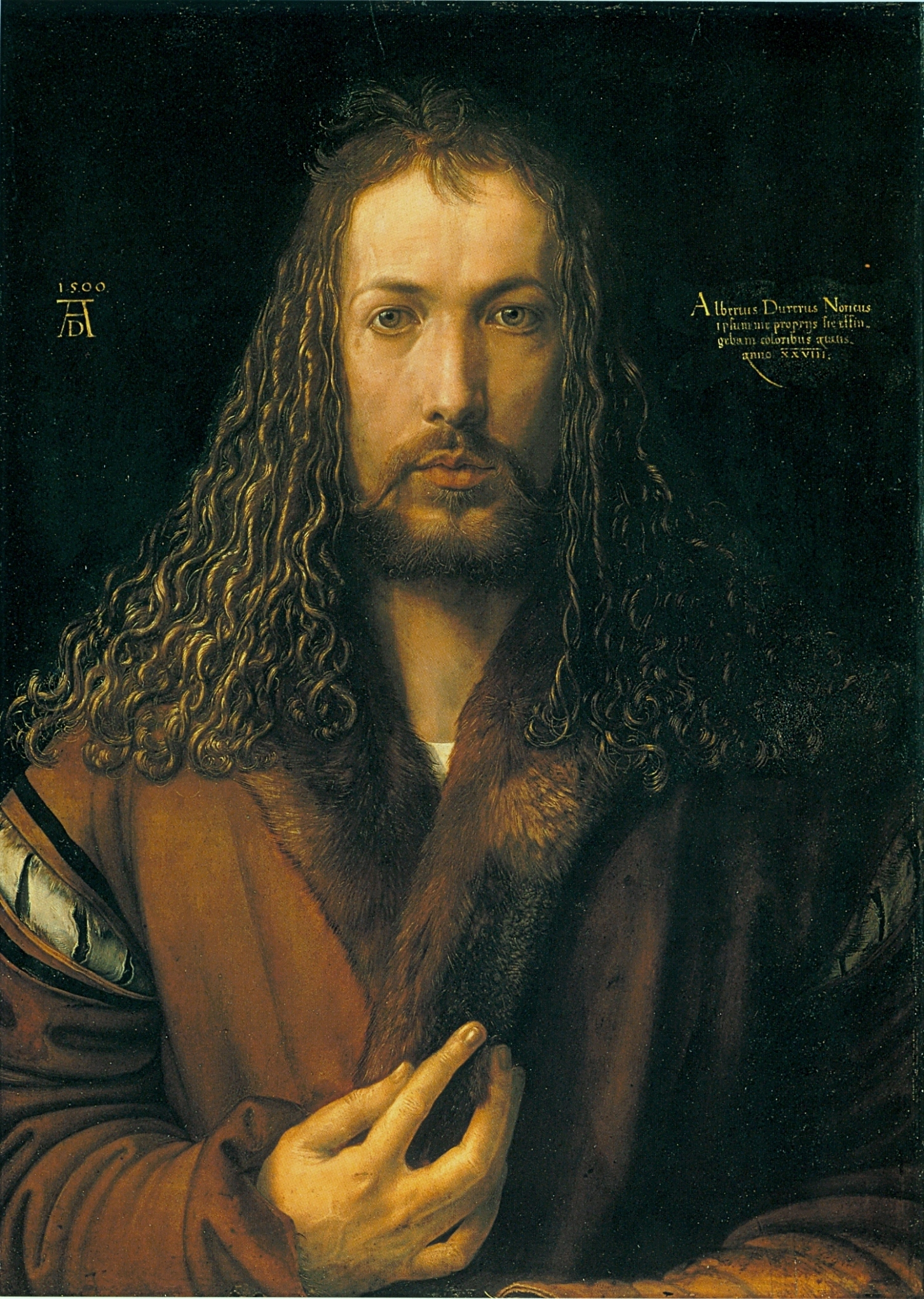
Autorretrato de Durero.

La textura es la cualidad de una superficie que puede ser vista o sentida. Hay dos tipos de textura: la óptica (visual) y la textura que se puede tocar (táctil). 
Las texturas pueden ser ásperas o suaves, blandas o duras. Las texturas no siempre se sienten como se ven, por ejemplo, si representamos un cardo lleno de espinas en un cuadro, en realidad si pasáramos la mano por las espinas de la pintura, la textura sería suave lo cual podemos deducir que es muy importante.

## Valor
El valor, luminosidad o simplemente luz, describe cual claro es un color. Los artistas utilizan el valor del color para crear diferentes estados de ánimo. Los colores oscuros en una composición sugieren una falta de luz, como en el caso de la noche o una escena interior. Los colores oscuros a menudo pueden transmitir una sensación de misterio o presagio. Los colores claros suelen describir una fuente de luz implícita, alegría como en las velas de un cuadro de Georges de La Tour o explícita como en un cuadro de Caravaggio, o una luz reflejada. El valor está directamente relacionado con el contraste.
La fotografía en blanco y negro depende por completo del valor para definir a los sujetos de la composición.

## Línea
La línea es el medio más sencillo de representación. De manera fácil puede definirse como la marca (con mayor longitud que anchura) que une dos puntos, tomando cualquier forma en el camino o  también el camino identificable creado por un punto que se mueve en el espacio.
Las líneas pueden ser rectas o curvas, finas o gruesas, horizontales, verticales y diagonales. 
Por oposición al color, la línea puede definir el contorno de las formas. En pintura, cuando la línea, el dibujo, predomina sobre lo pictórico, se habla de "arte lineal", como es el caso por ejemplo, de Durero.

## Figura
Cuando un conjunto de cuerpos organizados, relacionados entre sí, representan uno solo. La Figura puede emplearse en múltiples contextos y con significados diferentes. Una figura es, entre otras cosas, la apariencia o el aspecto externo de un cuerpo u objeto, a través de la cual se puede distinguir frente a otros. En un sentido similar. Se conoce como figura a toda estatua, escultura u obra de arte que reproduce las formas características de animales u hombres, y al dibujo que refleja a cuerpos humanos.